# Carlo Matteucci
Carlo Matteucci, född 21 juni 1811 i Forlì, död 25 juli 1868 i Livorno, var en italiensk fysiker, fysiolog och politiker.
Matteucci blev professor i fysik 1832 i Bologna, 1838 i Ravenna och 1840 i Pisa, men ägnade sig 1859 helt åt politiken. Han blev 1860 senator, var 1862 undervisningsminister (i Urbano Rattazzis ministär) och senare generaldirektör för telegrafväsendet. Kort före sin död återtog han sin professorsverksamhet, denna gång vid museet i Florens. 
Matteucci utförde ganska viktiga försök inom elektricitetsläran, särskilt om den elektriska strömmens kemiska och fysiologiska verkningar. Det var han, som upptäckte den vilande muskelns elektriska ström (1840) och samtidigt med Emil du Bois-Reymond, men oberoende av denne, uppvisade även den förändring densamma undergår vid muskelverksamheten (1842). Hans försök om laddade kroppars elektricitetsförlust är mycket anmärkningsvärda. Han tilldelades Copleymedaljen 1844.
Matteucci författade Lezioni di fisica (fjärde upplagan 1851), Traité des phénomènes electro-physiolngiques des animaux (1844), Lezioni sui fenomeni fisico-chimici dei corpi viventi (andra upplagan 1848) samt ett stort antal avhandlingar i vetenskapliga tidskrifter.